# VCF (биоинформатика)
VCF (от англ. Variant Call Format — формат вызова вариантов) — стандартный формат текстового файла, используемый в генетической биоинформатике для хранения вариаций последовательности генов (последовательности ДНК).
Разработан в 2010 году для проекта «1000 геномов» и с тех пор использовался в других крупномасштабных проектах по генотипированию и секвенированию ДНК. Получил распространение благодаря своей относительной простоте и масштабируемости. Имеется множество инструментов для редактирования и обработки VCF-файлов, включая VCFtools, выпущенный вместе с форматом VCF в 2011 году, и BCFtools, который был включен в состав SAMtools до тех пор, пока не был выделен в независимый пакет в 2014 году.
В настоящее время[уточнить] действует стандарт версии 4.5, а проект «1000 геномов» разработал собственную спецификацию.
На основе VCF были разработаны дополнительные форматы файлов, среди них — геномный VCF (gVCF) — расширенный формат, который включает дополнительную информацию о «блоках».

## Заголовок VCF
Заголовок начинает файл и содержит метаданные, описывающие тело файла. Строки заголовка обозначаются как начинающиеся с# . Специальные ключевые слова в заголовке обозначены знаком ## . Рекомендуемые ключевые слова включаютfileformat ,fileDate иreference .
Заголовок содержит ключевые слова, которые описывают поля.

## Столбцы VCF
В VCF файлах за заголовком и разделено табуляцией на 8 обязательных столбцов и дополнительные столбцы, которые могут использоваться для записи другой информации об образце(ах).
|   | Имя    | Краткое описание |
| - | ------ | --- |
| 1 | CHROM  | Название последовательности (обычно хромосомы), в которой вызывается вариация. Эту последовательность обычно называют «референтной последовательностью», то есть последовательностью, относительно которой варьируется данный образец. |
| 2 | POS    | Позиция вариации в данной последовательности, начиная с 1. |
| 3 | ID     | Идентификатор вариации, например, идентификатор dbSNP rs или, если неизвестно, «.». Несколько идентификаторов должны быть разделены точкой с запятой без пробелов.                                                                     |
| 4 | REF    | Референтная база (или базы в случае инделя) в заданной позиции в заданной референтной последовательности. |
| 5 | ALT    | Список альтернативных аллелей в этой позиции. |
| 6 | QUAL   | Показатель качества, связанный с выводом данных аллелей. |
| 7 | FILTER | Флаг, указывающий, какой из заданного набора фильтров вариация не прошла или ПРОШЛА, если все фильтры были пройдены успешно. |
| 8 | INFO   | Расширяемый список пар ключ-значение (полей), описывающих вариацию. Ниже приведены некоторые общие поля. Несколько полей разделяются точкой с запятой с необязательными значениями в формате: < key > = < data > [,data] .             |
| 9 | FORMAT | (Необязательный) расширяемый список полей для описания образцов. Ниже приведены некоторые общие поля. |
| + | SAMPLE | Для каждого (необязательного) образца, описанного в файле, указаны значения полей, перечисленных в FORMAT |

## Общие поля INFO
Разрешены произвольные ключи, хотя следующие подполя зарезервированы (хотя и необязательны):
| Имя       | Краткое описание |
| --------- | --- |
| АА        | предковый аллель |
| АС        | количество аллелей в генотипах, для каждого аллеля ALT, в том же порядке, как указано                                                        |
| AF        | Частота аллелей для каждого аллеля ALT в том же порядке, как указано (используйте это при оценке на основе первичных данных, а не генотипов) |
| AN        | общее число аллелей в названных генотипах |
| BQ        | Базовое качество RMS в этой позиции |
| CIGAR     | сигарная нить, описывающая, как выровнять альтернативный аллель с референтным аллелем                                                        |
| DB        | членство в dbSNP |
| DP        | объединенная глубина по всем образцам, например DP=154                                                                                       |
| END       | конечная позиция варианта, описанного в этой записи (для использования с символическими аллелями)                                            |
| Н2        | членство в hapmap2 |
| Н3        | членство в hapmap3 |
| MQ        | Качество отображения RMS, например MQ=52 |
| МQ0       | Количество чтений MAPQ == 0, охватывающих эту запись                                                                                         |
| NS        | Количество образцов с данными |
| SB        | смещение нити в этой позиции |
| SOMATIC   | указывает на то, что запись является соматической мутацией, для геномики рака                                                                |
| VALIDATED | подтверждено последующим экспериментом |
| 1000G     | членство в 1000 Геномов |

Все остальные поля информации определяются в заголовке .vcf.

## Общие поля FORMAT
| Имя | Краткое описание                                                            |
| --- | --------------------------------------------------------------------------- |
| AD  | Глубина чтения для каждого аллеля                                           |
| ADF | Глубина считывания для каждого аллеля на прямой цепи                        |
| ADR | Глубина считывания для каждого аллеля на обратной цепи                      |
| DP  | Глубина чтения                                                              |
| EC  | Ожидаемое количество альтернативных аллелей                                 |
| FT  | Фильтр, показывающий, был ли этот генотип «вызван»                          |
| GL  | Вероятности генотипа                                                        |
| GP  | Апостериорные вероятности генотипа                                          |
| GQ  | Условное качество генотипа                                                  |
| GT  | Генотип                                                                     |
| HQ  | Качество гаплотипа                                                          |
| MQ  | Качество отображения RMS                                                    |
| PL  | Вероятности генотипа по шкале Phred, округленные до ближайшего целого числа |
| PQ  | Качество фазировки                                                          |
| PS  | Фазовый набор                                                               |

Все остальные поля формата определяются в заголовке .vcf.